# Pierre de la Ramée
Petrus Ramus, Pierre de la Ramée, o Pedro Ramo (Cuts, Vermandois, 1515-París, 26 de agosto de 1572), retórico, humanista y lógico francés, creador de la corriente antiaristotélica de pensamiento denominada en su honor ramismo.

## Biografía
De noble familia originaria de la Picardía, pero empobrecida hasta el punto de que el padre debía trabajar como agricultor, a los ocho años huyó de casa y marchó a París; a fuerza de trabajar de día como criado y estudiar de noche en el Collège de Navarra, ingresó en la Sorbona cuando sólo contaba doce años y llegó a maestro en Artes a los veintiuno con la tesis de que quaecumque ab Aristotele dicta essent commentitia esse (todo lo que había escrito Aristóteles no es más que falsedad). Independiente, adogmático e hipercrítico, se rebeló y protestó con energía contra el excesivo escolasticismo de unas universidades en las que Aristóteles era el modelo único y la base de toda investigación filosófica, rechazando en firme cualquier aristotelismo como pura labor de higiene. Preconizó a cambio una lógica viva y abierta.
Se estableció como profesor en el pequeño Colegio del Ave María en Le Mans, y retomó sus ideas antiaristotélicas en dos obras de 1543, las Dialecticae partitiones y sus Animadversiones in Dialecticam Aristotelis (Críticas a la dialéctica aristotélica), que fueron condenadas por la facultad de Teología de la Sorbona y disgustaron terriblemente a los académicos, dolidos por la fuerza de los palos que les sacudía, entre los que no era el menos flojo la elegancia y prestigio del sistema copernicano frente al torpe almagesto ptolemaico del Estagirita. Este aldabonazo repercutió en toda Europa y las discusiones en las universidades europeas provocaron al cabo la división general entre ramistas y antirramistas de los claustros, de forma que la Sorbona tuvo que recurrir al mismísimo rey Francisco I para que prohibiera sus obras con un edicto (1 de marzo de 1544) donde se afirma que sus ideas son temerarias, arrogantes e impudentes, es decir, desvergonzadas. Expulsado además de la universidad, fue acogido en el Colegio de Presles en 1545 hasta que el sucesor filoprotestante del rey Francisco, Enrique II, anuló tal expulsión en 1547; entonces los jesuitas, bien situados y poderosos en París, consiguieron poner las obras de Ramus en el Index librorum prohibitorum de libros prohibidos.

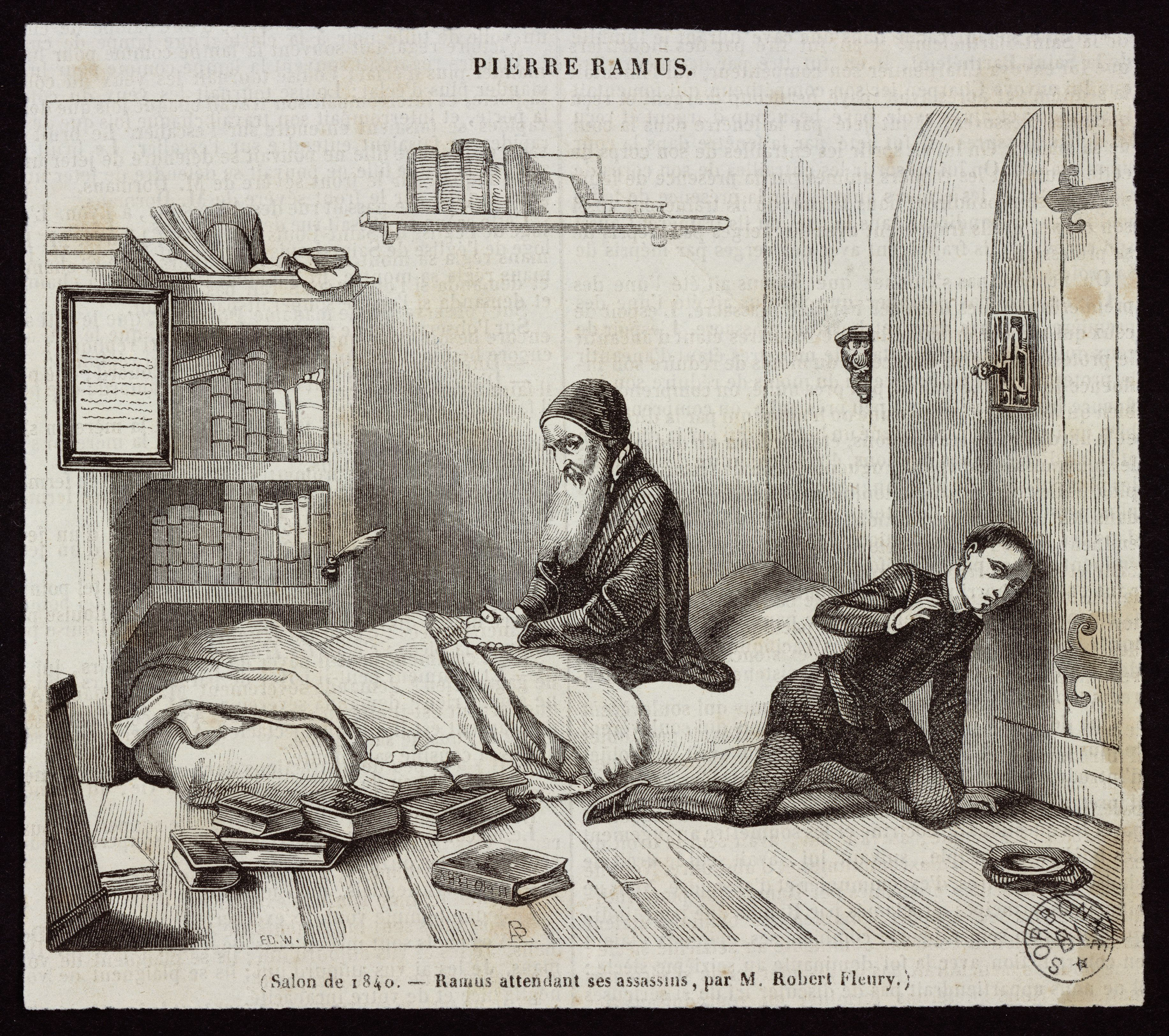
Robert-Fleury, Joseph-Nicolas (1797-1890), 1840. Ramus esperando a sus asesinos. Retrato por Robert Fleury (Biblioteca de la Sorbona, NuBIS)

Sin embargo la política oficial era apoyar al Humanismo y se permitió que ocupara la cátedra de matemáticas del Collège de France (1551), gracias en parte a la protección del cardenal de Lorena. En este cargo se preocupó de introducir algunas mejoras en la enseñanza y prosiguió con su empeño de publicar nuevas gramáticas; si ya había publicado una Grammatica latina (1548) imprimió ahora una Grammatica Graeca (1560) y una Grammaire Française (1562) y en este último año a Carlos IX un plan para reformar la Universidad. Con todo, y dando de nuevo una muestra de la libertad e independencia de su juicio, tras el Coloquio de Poissy (1561) en que protestantes y católicos trataron de hallar un acuerdo, Ramus apoyó al calvinista Teodoro de Beza contra su protector el Cardenal de Lorena y abjuró de la fe católica para seguir la protestante. Esto le valió abandonar otra vez la cátedra universitaria y huir de París al año siguiente. Regresó en 1563 con la Paz de Ambroise y reanudó la enseñanza, si bien en 1567 tuvo que marcharse a causa de las guerras de religión otra vez. En 1568 está en Alemania, y en Suiza estuvo como profesor en Heidelberg, Ginebra y Lausana. La paz de Saint-Germain (1570) le llevó otra vez a París, a la cátedra y rectorado del Colegio de Presles, dentro de la universidad, a lo que se opusieron fuertemente los jesuitas desde su Colegio de Clermont. Allí, en Presles, le alcanzó la muerte en la famosa Matanza de San Bartolomé (1572), en la que miles de protestantes franceses fueron cruelmente perseguidos y asesinados por calles, plazas y casas. Su cuerpo fue arrastrado y arrojado al Sena.

## Obra
Como humanista experimentó el influjo de Lorenzo Valla y de Rodolphus Agricola. Quería una lógica «viva» opuesta a la silogística aristotélica. Algunas de sus innovaciones tuvieron que ver también con mejoras en pequeños detalles, como la incorporación de la jota y de la uve para los valores consonánticos de la i y la u en la ortografía del latín. Fue uno de los predecesores de la Ilustración en Francia y su método de clasificación de las disciplinas según un orden lógico anuncia ya a Descartes.
En el terreno religioso, ejerció una influencia considerable sobre la Teología del pacto (Covenant Theology) en las iglesias congregacionalistas de Nueva Inglaterra. Los discípulos de Pierre de la Ramée, entre los que se encontraban los españoles Francisco Sánchez de las Brozas (1523-1600) y Pedro Núñez Vela (1522-1602), elaboraron una síntesis lógico-dialéctica en sustitución del aristotelismo de los escolásticos que también se introdujo entre los platónicos de Cambridge.

## Bibliografía del autor

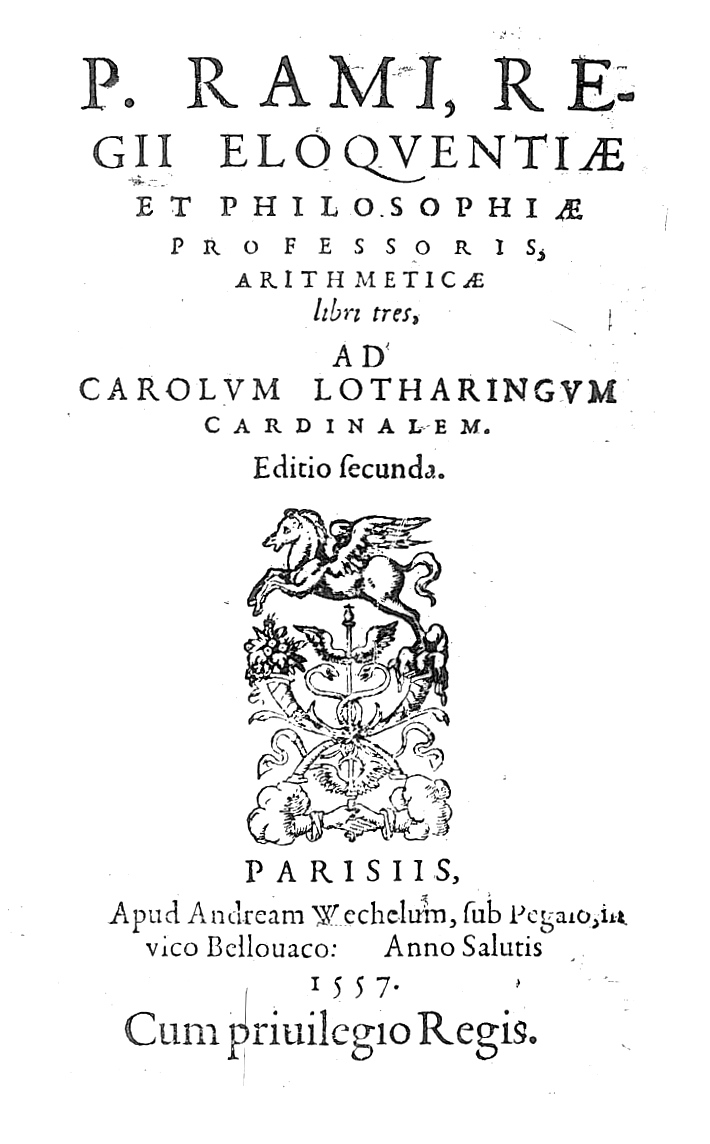
Arithmeticae libri tres, 1557